# Margarita (série de televisão)
Margarita é uma série de televisão de comédia dramática, fantasia e romance adolescente criada por Cris Morena para o streaming Max. Trata-se de uma série derivada da telenovela argentina Floricienta (2004-2005). A trama foca na vida de Margarita, a filha de Florencia Santillán e Máximo Calderón da Hoya. É protagonizada por Mora Bianchi e Ramiro Spangenberg, com as participações antagónicas de Isabel Macedo, Graciela Stéfani e Rafael Ferro.
A série estreou em 2 de setembro de 2024 na América Latina, exceto no Brasil.
No dia 9 de setembro, durante a 52.ª edição dos prêmios Martín Fierro, foi anunciado que a série iria estrear dia 23 de setembro de 2024 na emissora de TV argentina Telefe.

## Sinopse
A história acompanha Margarita (Mora Bianchi), uma adolescente que percorreu por vários orfanatos e desconhece sua verdadeira origem. Um dia se cruza com Delfina Santillán (Isabel Macedo), dona do Hangar Soho, um centro de artes que oferece uma série de bolsas para talentosos artistas jovens, dentre os quais Margarita se apresenta nas audições.
Com este encontro, Delfina começa a suspeitar que a jovem pode ser a filha legítima de Florencia e Máximo, sua irmã e cunhado, e portanto a herdeira do trono do reino de Krikoragán e toda sua fortuna, a qual foi roubada por Delfina depois das fortes complicações no reino que obrigou aos herdeiros serem exilados, assim como também acabou no desaparecimento de toda a família.
A partir disto, Delfina se dá conta de que toda a empresa que construiu a base de mentiras, entre elas a adoção de uma órfã para se fazer passar como filha de Florencia e assim se apropriar de toda a herança, corre risco de ser destruída com o surgimento de Margarita, quem é a verdadeira herdeira de todo o património.

## Elenco

### Principal
- Isabel Macedo como Delfina Santillán Torres Oviedo
- Mora Bianchi como Margarita Martínez
- Ramiro Spangenberg como Merlín
- Lola Abraldes como Daisy
- Rafael Ferro como Severino Montfleur
- Julia Calvo como Ada
- María do Cerro como Yamila Pontes
- Graciela Stéfani como María Laura "Malala" Torres Oviedo

### Secundário
- Tomás Benítez como Pipe
- Pilar Masse como Única
- Mateo Belmonte como Rei
- Joaquín Reficco como Zeki
- Pamela Baigún como Mei
- Martiniano Rodríguez como Otto
- Josela Barbeito como Romeo
- Antonella Podestá como Alaska
- José Fabini como Sasha
- Trinidad Xanthopoulos como Julieta

### Participações
- Claudio Garófalo como Erasmus
- Francisco Ruiz Barlett como Salustiano Barlett
- Benjamín Rojas como Franco Fritzenwalden
- Hervé Segata como Pierre
- Fernando Vilar como jornalista[5]
- Gustaf vão Perinostein como Rinualdo[6]
- Fiorella Bottaioli
- Boy Olmi como Fredo

## Produção

### Criação e desenvolvimento
Em junho de 2022, informou-se que Cris Morena tinha começado a desenvolver a série, anunciando Leandro Calderone como roteirista e Isabel Macedo como integrante do elenco, e também que seria uma produção junto a WarnerMedia Latin America para HBO Max. Em abril de 2023, foi confirmado que o título da série seria Margarita e que trataria-se de uma série derivada da telenovela Floricienta transmitida entre 2004 e 2005 pelo Canal 13. Em março de 2024, Cris Morena e Max publicaram o primeiro teaser da série, revelando sua estreia para 2024. E em agosto, foi anunciado que a série seria lançada dia 2 de setembro, com cinco episódios por semana.

### Casting
A primeira atriz confirmada da série foi Isabel Macedo, que retornou com seu conhecido papel de Delfina Santillán. Em agosto de 2022, foi anunciado que Tomás Benítez, aluno da escola Otro Mundo fundada por Cris Morena, foi escolhido para integrar a série. Em abril de 2023, Graciela Stéfani, María do Cerro, Martín Seefeld e Julia Calvo foram anunciadas ao elenco principal.
Em junho, foi anunciado que Mariano Ardañaz seria um dos diretores da série e que a primeira temporada seria composta por 40 episódios. Também, foi anunciada que Mora Bianchi, estudante da Otro Mundo, foi escolhida para interpretar a protagonista Margarita. Antes das gravações, em julho, informou-se que Rafael Ferro foi escalado para o projeto em substituição de Seefeld.
Em outubro de 2023, anunciou-se que Benjamín Rojas realizaria uma participação especial na série, e depois foi confirmou que Ramiro Spangenberg tinha sido selecionado para ser o protagonista masculino juvenil. Em dezembro, revelou-se que o resto do elenco juvenil seria formado por Mateo Belmonte, Lola Abraldes, Joaquín Reficco, Pilar Masse, Pamela Baigún, Martiniano Rodríguez, Antonella Podestá e José Barbeito.

### Cenários e filmagens

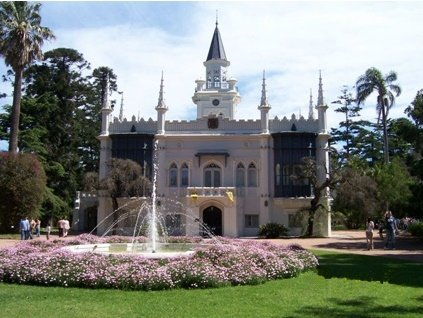
A Casa Quinta Aurelio Berro, localizada no bairro montevideano de Prado simulando o castelo de Krikoragán

As filmagens aconteceram entre julho e novembro de 2023 em Montevidéu (Uruguai), em parceria com a produtora uruguaia Cimarrón Cinema. A produção de externas centrou-se principalmente nos bairros de Prado, Carrasco, Centro e Cidade Velha. Entre os lugares emblemáticos da cidade que serviram como locação destacam-se a Rambla, o Hotel Carrasco, a Casa Quinta Aurelio Berro, Reus ao Norte e o Palácio Taranco.
Para a filmagem dos videoclipes utilizaram-se locações tanto de Montevidéu como do resto do país, que não aparecem regularmente na série. Entre elas incluíram-se a edificação Casapueblo em Ponta do Leste para Se quieres herirme, o bairro montevideano de Villa Muñoz – conhecido comumente como Bairro dos judeus – para Corazones rojos, e a Praça Zabala para Espejito.